# آمبروزینی اس‌ای‌آی. ۲
آمبروزینی اس‌ای‌آی. ۲ (به انگلیسی: Ambrosini_SAI.2) یک هواگرد ملخ‌پیشین تک‌موتوره از نوع مسابقه‌ای ساخت شرکت Ambrosini است. هواگرد آمبروزینی اس‌ای‌آی. ۲ نخستین پروازش را در ۱۹۳۴ میلادی انجام داد. در مجموع، تعداد ۱ فروند از این هواگرد ساخته شده‌است.
طراح این هواگرد، Sergio Stefanutti بود.